# Jaciment arqueològic de Banpo
Jaciment arqueològic de Banpo (en xinès: 半坡, en pinyin: Banpo) és un jaciment arqueològic descobert el 1953 i situat a la vall del riu Groc, a l'est de la ciutat de Xi'an, capital de la província de Shaanxi (en la República Popular de la Xina).
Conté les restes de diversos assentaments neolítics ben organitzats que daten aproximadament del 4500 aC. És una àrea gran de 5,6 hectàrees, envoltada per un fossat, possiblement defensiu, de cinc o sis metres d'ample. Les cases eren circulars, construïdes de fang i fusta amb sostres penjants de palla, estan basades en fonaments enterrats. Sembla haver-hi àrees d'enterrament comunal.
Banpo és el lloc-tipus associat amb la Cultura de Yangshao. Els jaciments arqueològics que posseeixen similituds amb la primera fase en Banpo es consideren part de la fase Banpo (entre el 5000 aC i el 4000 aC. de la cultura yangshao).
Banpo va ser excavat entre 1954 i 1957 i abasta una superfície d'aproximadament 50.000 metres quadrats.
D'acord amb el paradigma marxista de l'arqueologia que prevalia en la República Popular de la Xina durant el moment de l'excavació del lloc, Banpo va ser considerat com una societat matriarcal. No obstant això, les noves recerques contradiuen aquesta afirmació, i el paradigma marxista s'està eliminant gradualment de la recerca arqueològica moderna xinesa.
En l'actualitat, a partir de l'evidència arqueològica poc es pot dir de l'estructura religiosa o política d'aquesta cultura.
En aquest lloc es troba el Museu Banpo Xi’an, construït el 1958.

## Símbols Banpo

Símbols Banpo utilitzats en ceràmica.

Els símbols Banpo (en escriptura xinesa, 半坡陶符) és el nom donat a una sèrie de 27 marques trobades sobre artefactes prehistòrics, descoberts en les excavacions arqueològiques de Banpo entre 1954-1957, relacionades amb la cultura de Yangshao.
Les marques podrien estar vinculades amb l'escriptura present als ossos oraculars xinesos; encara que aquesta opinió és qüestionada, afirmant-se, al contrari, que aquests senyals no constitueixen una forma d'escriptura, ja que algunes d'elles són números, també s'especula que poden ser la marca de propietat o la marca del terrissaire, ja que tots els símbols de tipus Banpo es presenten aïllades en fragments de ceràmica o terrisseria. Per tant, no existeix un context que permeti concloure que els símbols que s'utilitzen són realment per representar llenguatge.

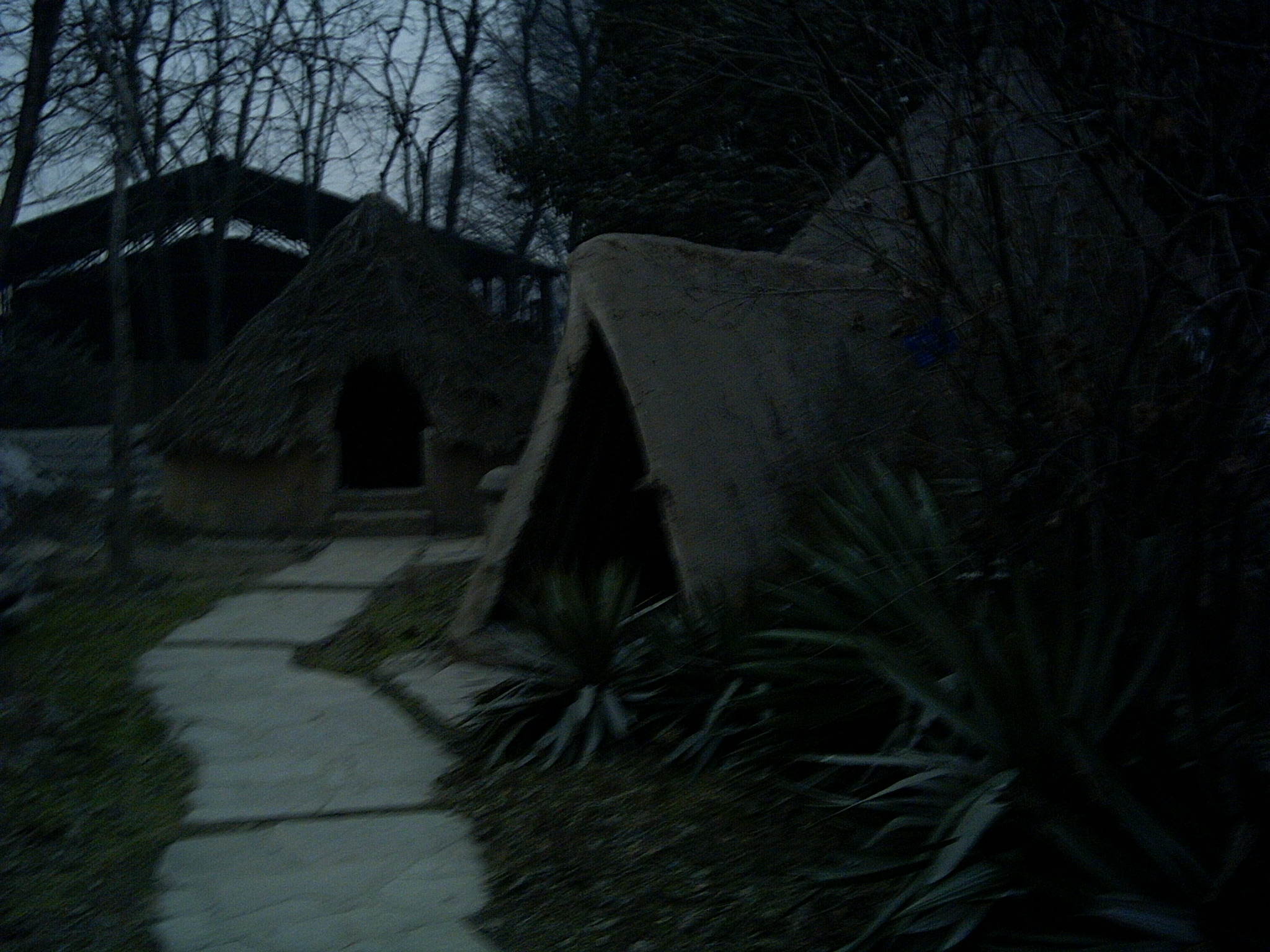
Reconstrucció del poble neolític Banpo, fora de l'hangar on es troba el jaciment arqueològic protegit. Fotografia de 2006.
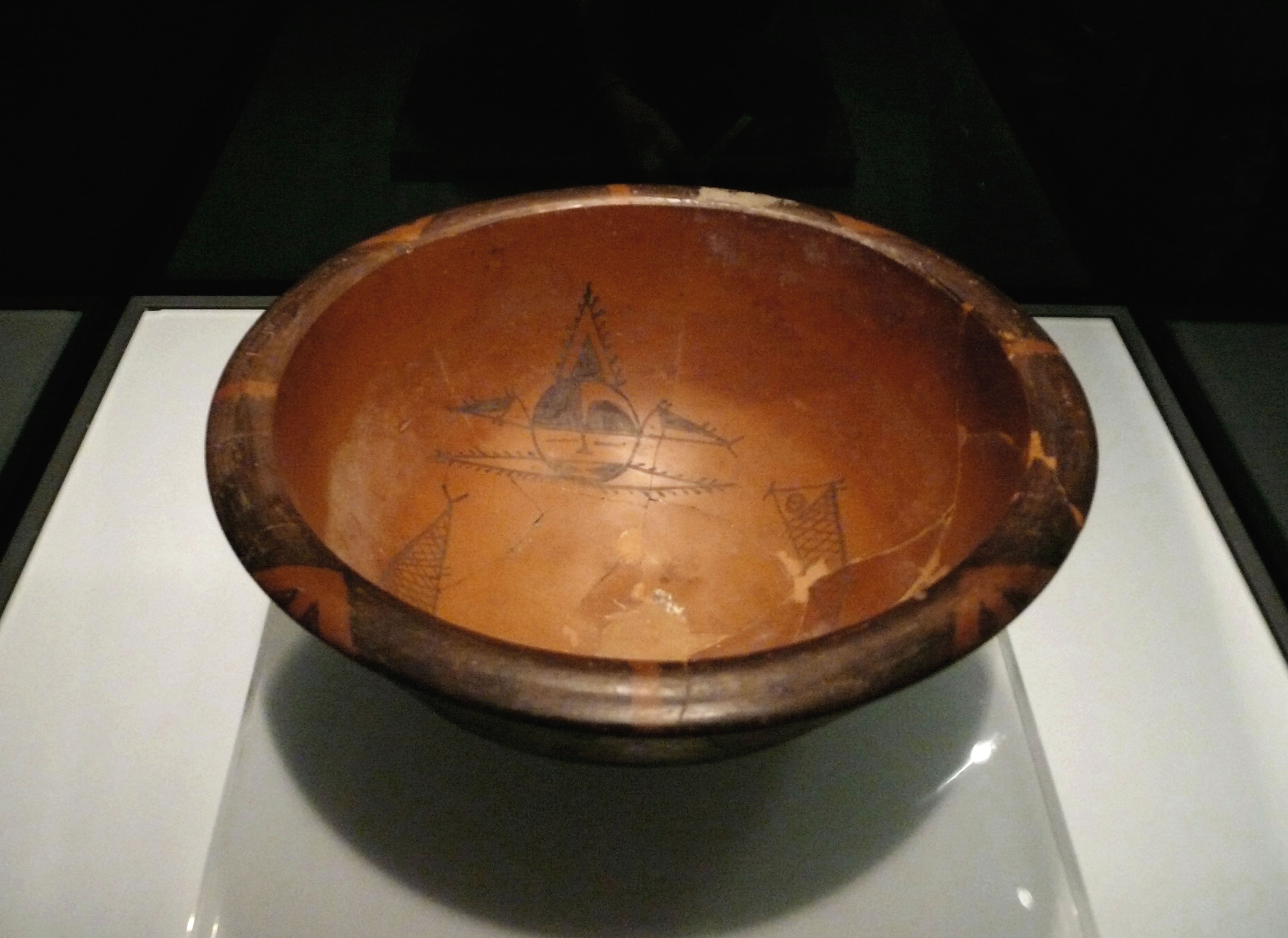
Bol d'argila amb peixos amb rostre humà; cultura yangshao. Jaciment arqueològic Banpo, a la província de Shaanxi. Fotografia de 2008, Museu de la Capital (a Pequín)
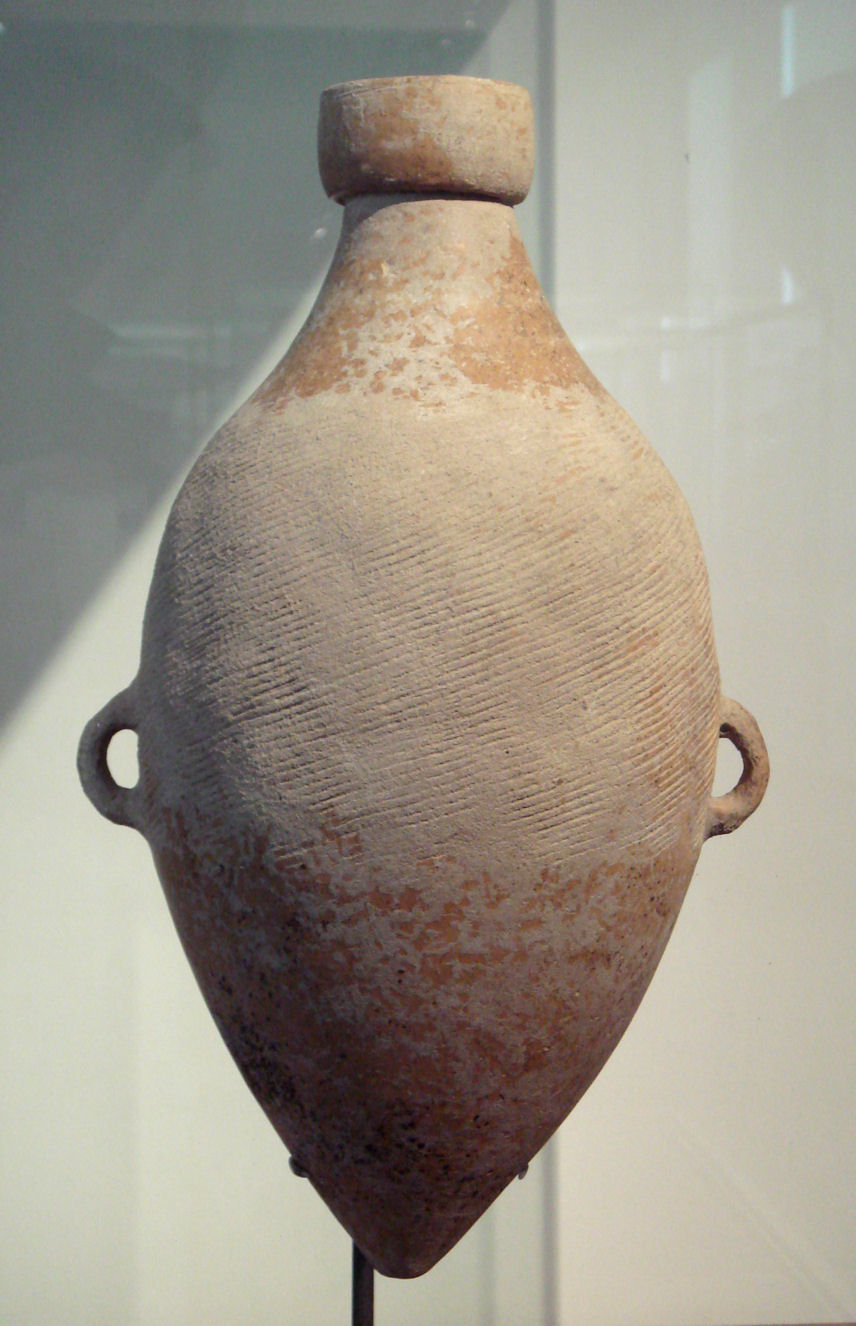
Àmfora de Yangshao marcada amb cordes de cànem, fase Banpo, Shaanxi. Fotografia de 2008 en el Museu Guimet (París).